# Majakit
Majakit ist ein sehr selten vorkommendes Mineral aus der Mineralklasse der Sulfide und Sulfosalze. Es kristallisiert im hexagonalen Kristallsystem mit der chemischen Zusammensetzung PdNiAs und bildet runde oder ovale, bis zu 100 μm große Einschlüsse in Polarit oder Verwachsungen mit Stannopalladinit und Isomertieit von grauweißer Farbe.

## Etymologie und Geschichte
Das Mineral wurde 1976 von A.D. Genkin, T.L. Evstigneeva, N.V. Troneva und L.N. Vyal’sov in seiner Typlokalität, der Majak-Mine in der Nähe von Norilsk in Russland entdeckt und nach dieser benannt. 

## Klassifikation
In der veralteten 8. Auflage der Mineralsystematik nach Strunz war der Majakit noch nicht aufgeführt.
In der zuletzt 2018 überarbeiteten Lapis-Systematik nach Stefan Weiß, die formal auf der alten Systematik von Karl Hugo Strunz in der 8. Auflage basiert, erhielt das Mineral die System- und Mineralnummer II/A.05-110. Dies entspricht der Klasse der „Sulfide und Sulfosalze“ und dort der Abteilung „Legierungen und legierungsartige Verbindungen“, wo Majakit zusammen mit Arsenopalladinit, Atheneit, Genkinit, Isomertieit, Menshikovit, Mertieit, Miessiit, Naldrettit, Palladoarsenid, Palladobismutoarsenid, Palladodymit, Polkanovit, Pseudomertieit, Rhodarsenid, Stibiopalladinit, Stillwaterit, Törnroosit, Ungavait, Vincentit und Zaccariniit eine unbenannte Gruppe mit der Systemnummer II/A.05 bildet.
Die von der International Mineralogical Association (IMA) zuletzt 2009 aktualisierte 9. Auflage der Strunz’schen Mineralsystematik ordnet den Majakit in die Klasse der „Sulfide und Sulfosalze (Sulfide, Selenide, Telluride, Arsenide, Antimonide, Bismutide, Sulfarsenide, Sulfantimonide, Sulfbismutide)“ und dort in die Abteilung „Legierungen und legierungsartige Verbindungen“ ein. Hier ist das Mineral in der Unterabteilung „Legierungen von Halbmetallen mit Platin-Gruppen-Elementen (PGE)“ zu finden, wo es als einziges Mitglied eine unbenannte Gruppe mit der Systemnummer 2.AC.25e bildet.
In der vorwiegend im englischen Sprachraum gebräuchlichen Systematik der Minerale nach Dana hat Majakit die System- und Mineralnummer 02.04.16.01. Das entspricht der Klasse der „Sulfide und Sulfosalze“ und dort der Abteilung „Sulfidminerale“. Hier findet er sich innerhalb der Unterabteilung „Sulfide – einschließlich Seleniden und Telluriden – mit der Zusammensetzung AmBnXp, mit (m+n):p=2:1“ in einer unbenannten Gruppe mit der Systemnummer 02.04.16, in der auch Menshikovit eingeordnet ist.

## Bildung und Fundorte
Majakit bildet sich als Verwachsung mit anderen Platingruppen-Mineralen in Chalkopyrit- oder Talnakhit-Erzen oder durch Sulfid-Mineralisierung in metamorphierten Intrusionen. Es ist vergesellschaftet mit Chalkopyrit, Talnakhit, Polarit, Stannopalladinit, Silber, Ferroplatin, Sperrylit und anderen Platingruppen-Mineralen, oder in einer anderen Fundstelle mit Isomertieit und Mertieit. 
Von dem sehr seltenen Mineral sind nur wenige Fundorte bekannt. Neben seiner Typlokalität fand man Majakit in den kanadischen Provinzen Manitoba und Ontario, Lappland (Finnland) sowie Montschegorsk, dem Baikalsee und weiteren Fundstellen in Russland. 

## Kristallstruktur
Majakit kristallisiert im hexagonalen Kristallsystem mit den Gitterparametern a = 6,066 Å und c = 7,20 Å sowie sechs Formeleinheiten pro Elementarzelle.